# Xalet a Valldoreix 2
El Xalet a Valldoreix 2 és un edifici noucentista del municipi de Sant Cugat del Vallès (Vallès Occidental) que forma part de l'Inventari del Patrimoni Arquitectònic de Catalunya.

## Descripció
Edifici d'una sola planta envoltada per jardí. Els angles laterals s'han aprofitat per obrir terrasses amb balustrada de terrissa. Els elements més característics són els esgrafiats de la façana de tema floral. També és interessant la coberta amb encavallada de fusta de gran ràfec. Construït entorn de l'Hotel Rossinyol.